# کوملوکوز (پوسوف)
کوملوکوز (به ترکی استانبولی: Kumlukoz) یک منطقهٔ مسکونی در ترکیه است که در پوسوف واقع شده‌است.